# Petra Divišová
Petra Divišová (* 5. Juni 1984 in Strakonice) ist eine tschechische Fußballspielerin und ehemalige A-Nationalspielerin.

## Karriere

### Vereine
Etwa 20 km südlich von ihrem Geburtsort, in Blatná, spielte sie für den dort ansässigen TJ Blatná das erste Mal im Seniorinnenbereich Fußball, zuletzt in der Saison 2003/04. Nach Deutschland gelangt, gehörte sie von 2004 bis 2006 dem 1. FC Gera 03 an, zunächst in der thüringischen Verbandsliga, danach in der Regionalliga Nordost. Nach Tschechien zurückgekehrt, spielte sie in der Saison 2006/07 ein zweites Mal für TJ Blatná, bevor sie zur Saison 2007/08 vom Erstligsigten Slavia Prag unter Vertrag genommen wurde und dem Verein gegenwärtig angehört. Mit ihrer Mannschaft gewann sie acht Meister- und drei Pokaltitel.
Aufgrund der zahlreich errungenen Meisterschaften nahm sie mit ihrer Mannschaft auch ab der Saison 2014/15 neun Mal am Wettbewerb der Champions League teil und bestritt insgesamt 37 Spiele, in denen ihr zehn Tore gelangen.
Ihr internationales Vereinsdebüt gab sie am 8. Oktober 2014 im Erstrundenhinspiel bei der 0:1-Niederlage gegen den FC Barcelona in der heimischen Fortuna Arena. Ihre ersten beiden Tore erzielte sie am 7. Oktober 2015 im Erstrundenhinspiel beim 4:1-Sieg über den Brøndby IF. Mit dem dreimaligen Erreichen des Viertelfinales, 2015/16 (1:9 und 0:0 vs. Olympique Lyon), 2017/18 (0:5 und 1:1 vs. VfL Wolfsburg) und 2018/19 (1:1 und 1:5 vs. FC Bayern München), kam sie mit ihrer Mannschaft am weitesten.

### Nationalmannschaft
Divišovás Länderspielkarriere umfasst 58 Einsätze in der A-Nationalmannschaft, von denen 18 den WM-, zwölf den EM-Qualifikationsspielen sowie zwölf den Freundschafts- und 16 den Turnierspielen zuzuordnen sind.
Sie debütierte am 7. April 2007 in Lhota u Kladna beim 3:0-Sieg im Freundschaftsspiel gegen die Schweizer Nationalmannschaft. Im Spieljahr 2010 erzielte sie mit sechs Toren in nur fünf Länderspielen die meisten; ihr erstes gelang ihr am 27. März beim 5:0-Sieg über die Nationalmannschaft Aserbaidschans im vierten Spiel der WM-Qualifikationsgruppe 8 in Baku mit dem Treffer zum 2:0 in der 20. Minute. Im Spieljahr 2017 bestritt sie mit neun Länderspielen die meisten, darunter vier, wie schon zwei Jahre zuvor, bei der Teilnahme ihrer Mannschaft am Turnier um den Zypern-Cup, in dem sie auch 2018 dreimal eingesetzt wurde.
Im Spieljahr 2013 wurde sie bereits in zwei weiteren Turnieren berücksichtigt. Im Turnier um den Slavic Cup 2013 auf der kroatischen Halbinsel Istrien bestritt beide Spiele der Gruppe B und abschließend das Finale am 11. März in Rovinj, dass jedoch gegen die Nationalmannschaft Russlands mit 2:4 verloren wurde – wenn auch erst im Elfmeterschießen. Im Turnier um den Balaton-Cup wurde sie in zwei Spielen eingesetzt (1:4 vs. Polen und 3:1 vs. Ungarn am 20. und 22. August jeweils in Balatonfüred) und belegte unter vier teilnehmenden Mannschaften den dritten Platz.

## Erfolge
Nationalmannschaft
- Slavic-Cup Finalist 2013

Slavia Prag
- Tschechischer Meister 2014, 2015, 2016, 2017, 2020, 2022, 2023, 2024
- Tschechischer Pokal-Sieger 2016, 2023, 2024

1. FC Gera 03
- Thüringenmeister 2005 und Aufstieg in die Regionalliga Nordost